# Zamki nad Dunajcem

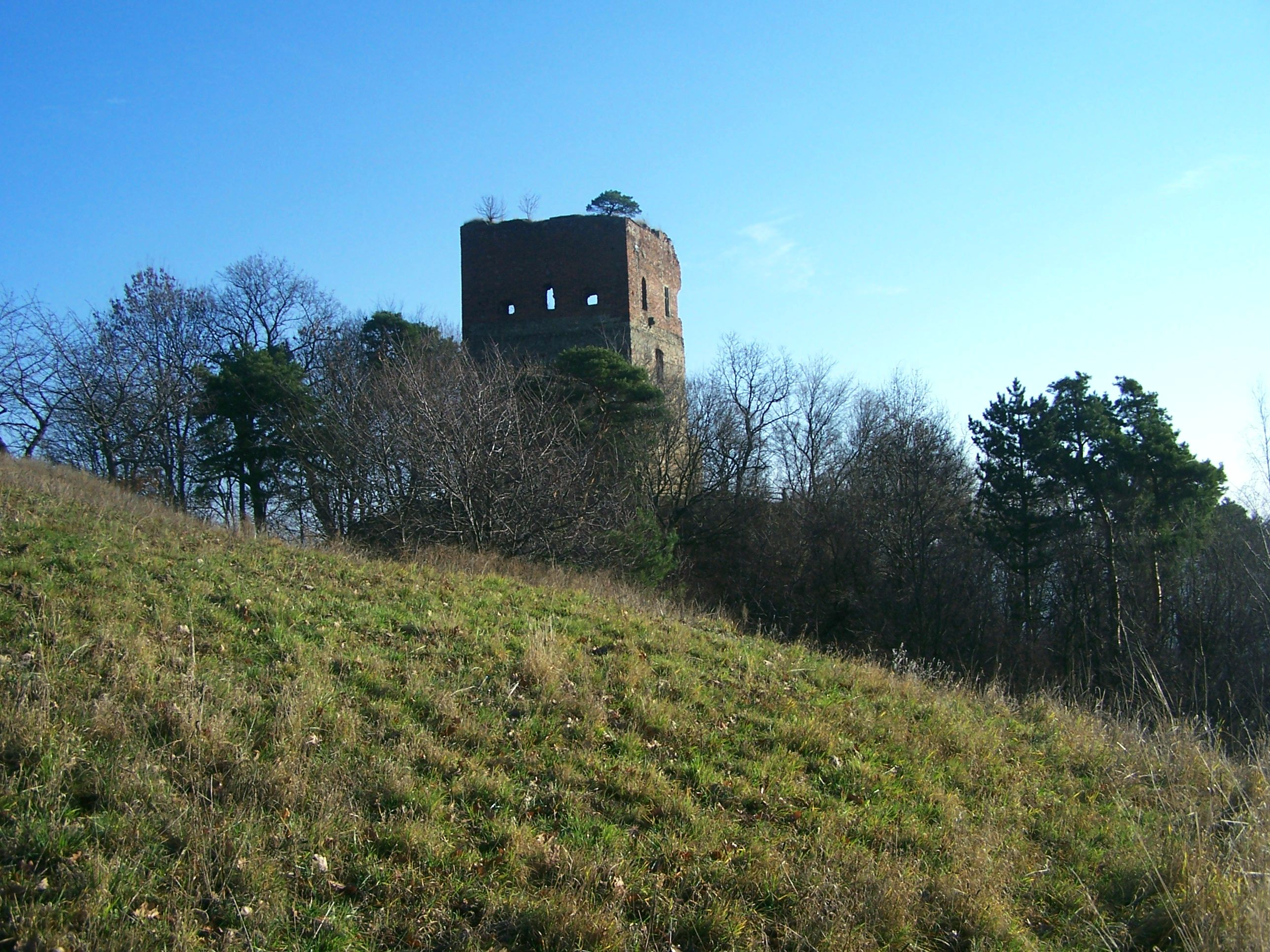
Ruiny zamku w Melsztynie

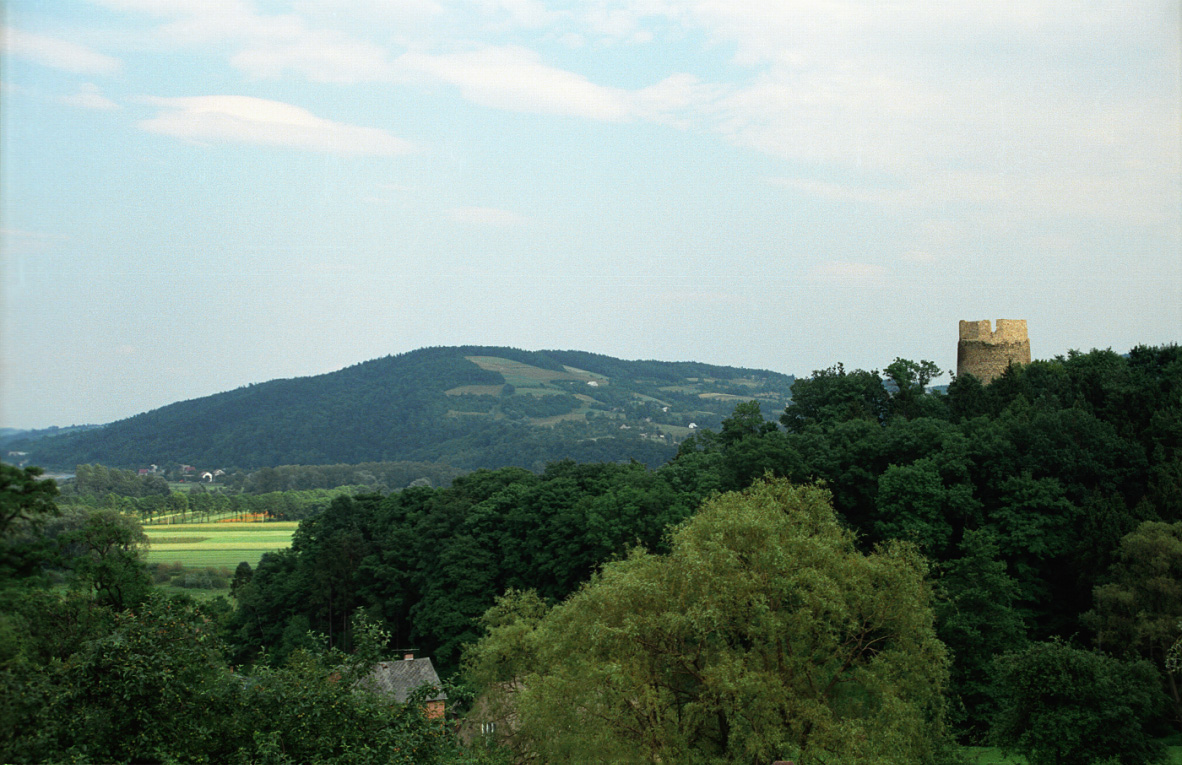
Ruiny zamku w Czchowie

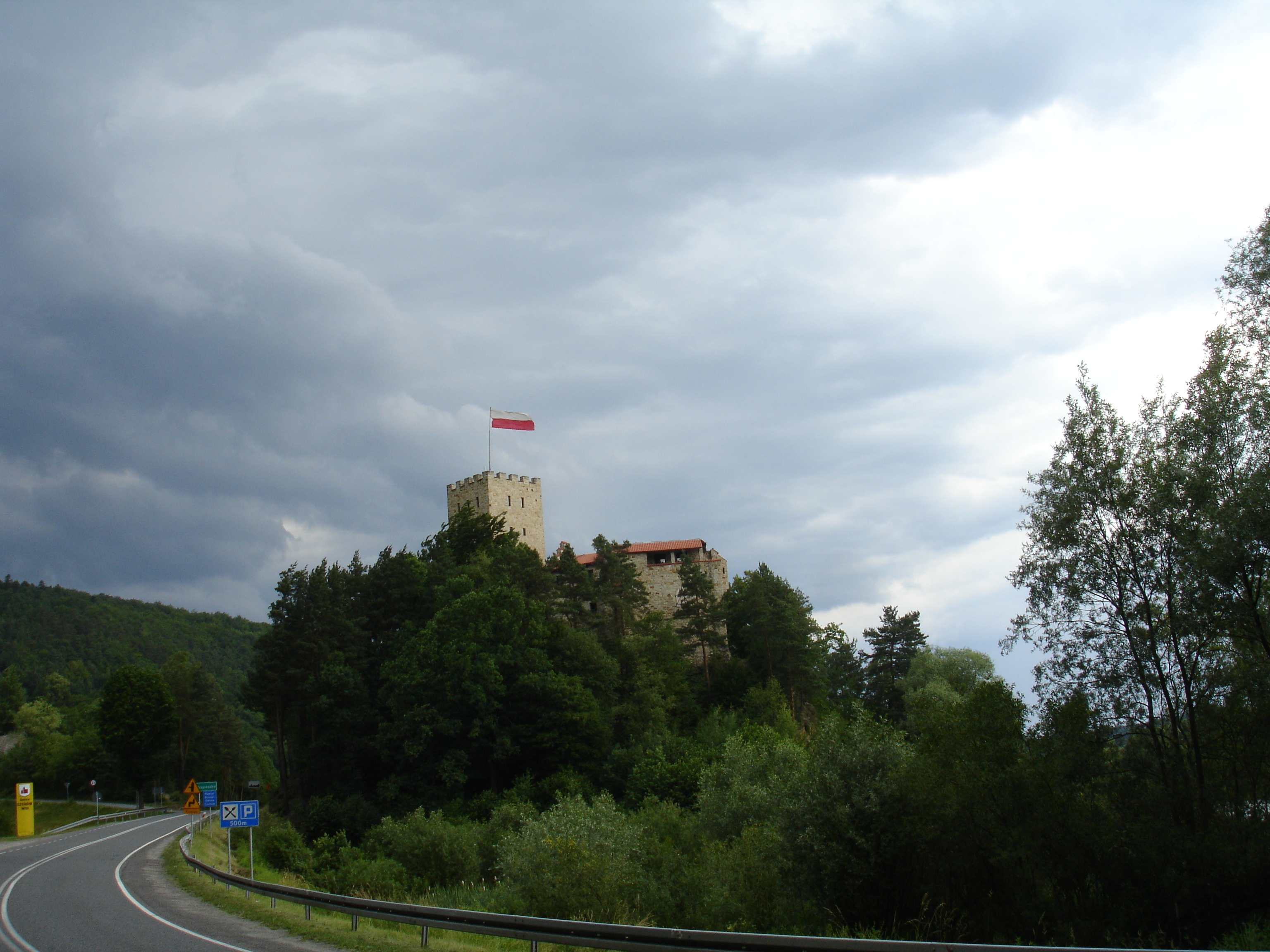
Zamek Tropsztyn

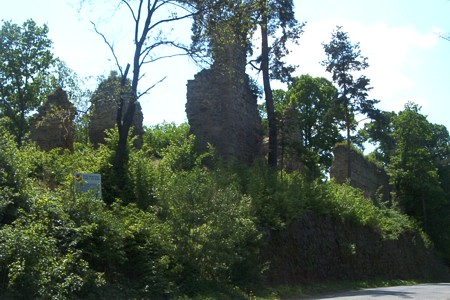
Ruiny zamku w Rożnowie

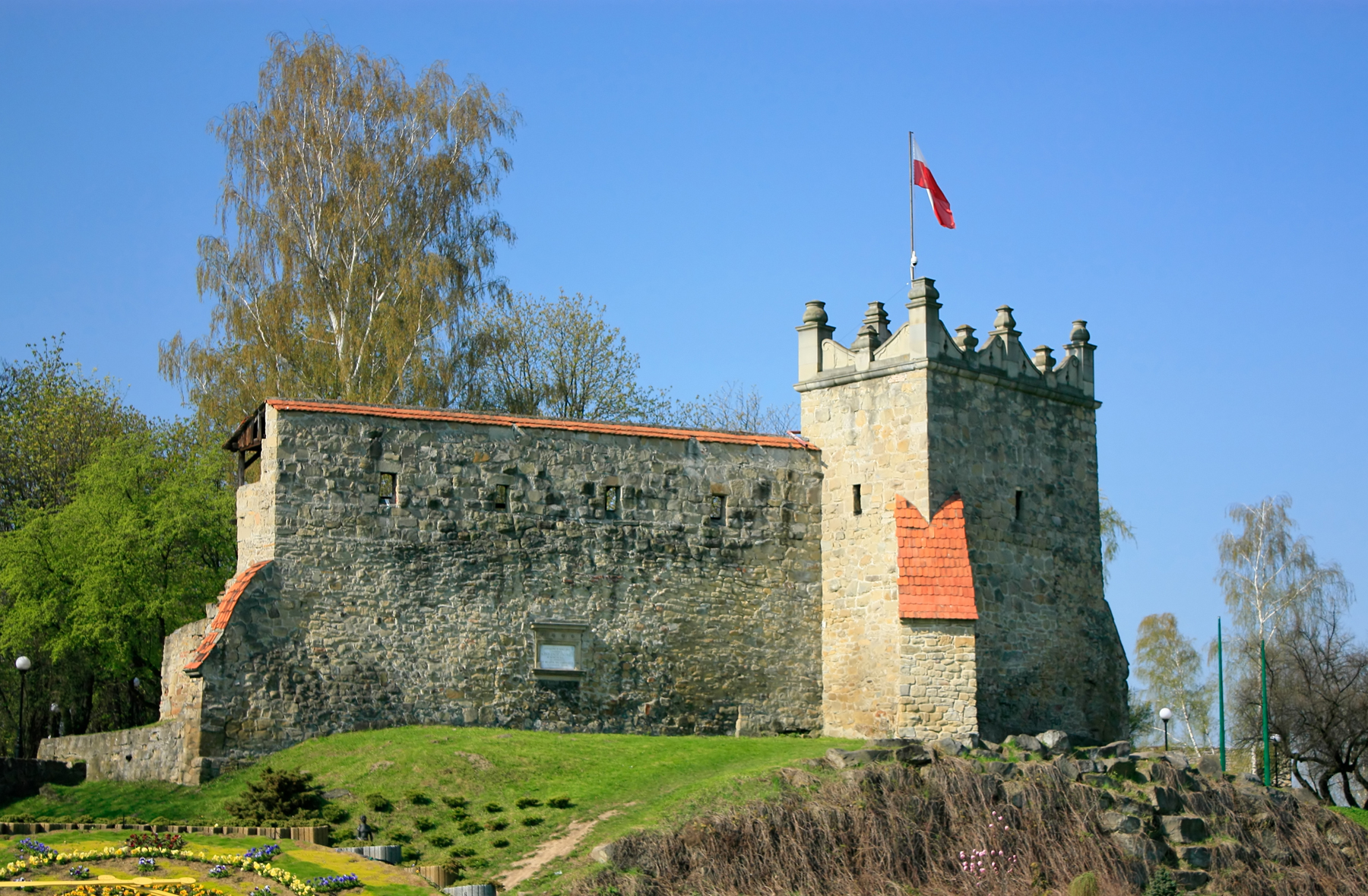
Baszta Kowalska, część murów obwodowych Zamku Królewskiego w Nowym Sączu

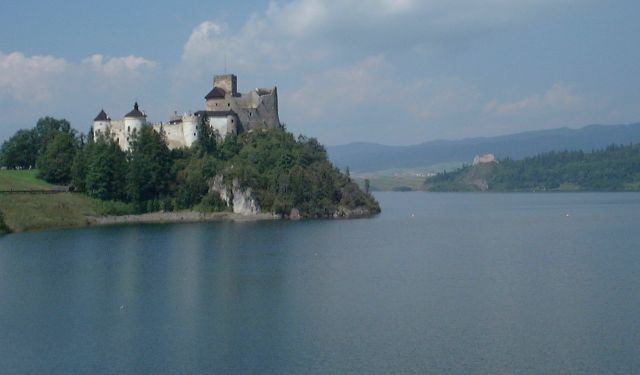
Zamek w Niedzicy

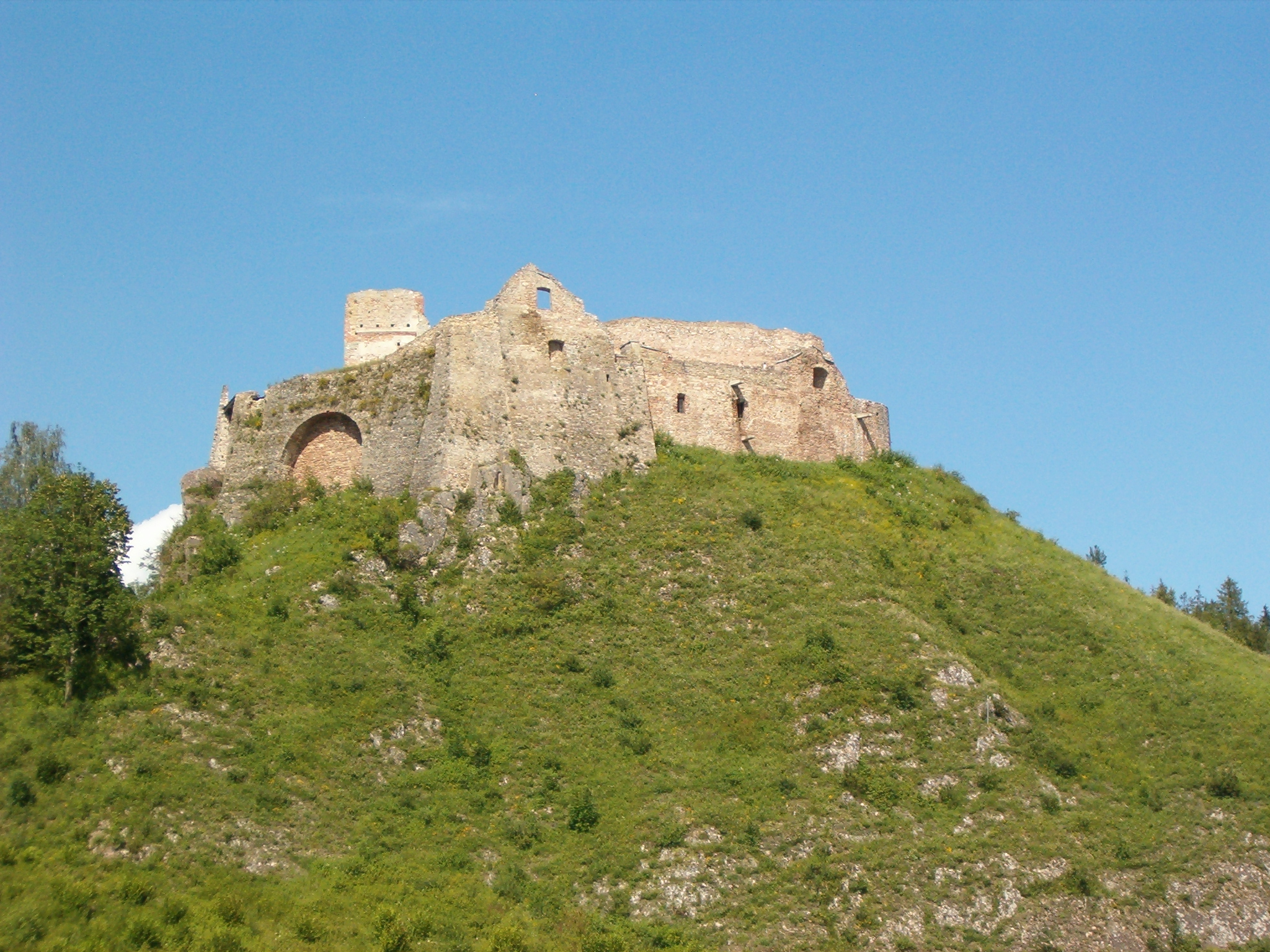
Ruiny zamku w Czorsztynie

Zamki nad Dunajcem – ciąg zamków rycerskich zbudowanych w średniowieczu na wzniesieniach nad Dunajcem na terenie Małopolski. Strzegły one dunajeckiego odcinka szlaku handlowego biegnącego na Węgry wzdłuż Wisły, Dunajca, Popradu, Wagu i Dunaju i stanowiły część systemu fortyfikacyjnego państwa polskiego, chroniąc granicę od strony Węgier.

## Położenie
Zamki znajdowały się w następujących miejscowościach (posuwając się w górę rzeki, w nawiasie stan zachowania):
- Wielka Wieś – zamek Trzewlin (ruiny)
- Melsztyn – zamek w Melsztynie (częściowo odrestaurowany)
- Czchów – zamek w Czchowie (odrestaurowany)
- Wytrzyszczka – zamek Tropsztyn (odrestaurowany)
- Rożnów – zamek w Rożnowie (ruiny)
- Gródek nad Dunajcem – zamek w Gródku nad Dunajcem (nie istnieje)
- Kurów – zamek na Kurowskiej Górze (nie istnieje)
- Nowy Sącz – Zamek Królewski w Nowym Sączu (ruiny)
- Zabrzeż – zamek w Zabrzeży (nie istnieje)
- Krościenko nad Dunajcem – Zamek Pieniny (ruiny)
- Niedzica – zamek w Niedzicy (odrestaurowany)
- Czorsztyn – zamek w Czorsztynie (ruiny)

U podnóża Tatr, nad dopływem Dunajca, Białym Dunajcem, znajdował się zamek w Szaflarach, obecnie nieistniejący.

## Grodziska
Na licznych wzniesieniach nad Dunajcem i w jego dolinie znajdują się pozostałości grodzisk z epoki łużyckiej lub z okresu wczesnego średniowiecza. Stanowiska archeologiczne są zlokalizowane m.in. w następujących miejscowościach nad brzegami rzeki (posuwając się w górę jej biegu):
- Wojnicz – resztki wczesnośredniowiecznego grodziska zbudowanego w X wieku na suchej wyspie wzniesionej kilka metrów nad mokradłami doliny Dunajca i pełniącego funkcję grodu kasztelańskiego; dał on początek miastu Wojnicz
- Zawada Lanckorońska – pozostałości grodu łużyckiego i wczesnośredniowiecznego (IX-XI wiek) na górze Zamczysko
- Białawoda – resztki grodu łużyckiego na Białowodzkiej Górze, której jeden z wierzchołków nosi nazwę Zamczysko
- Kurów – resztki łużyckiego grodziska na Kurowskiej Górze, zwanej Zamczysko, Zamkowa Góra lub Grodzisko
- Marcinkowice – pozostałości grodu łużyckiego i wczesnośredniowiecznego (IX-X wiek) na cyplowatym wzniesieniu w zakolu Dunajca, zwanym Grodzisko lub Grodziskowa Góra
- Chełmiec – resztki grodu łużyckiego i wczesnopiastowskiego na wzniesieniu zwanym Chełm lub Góra Chełmowa na lewym brzegu Dunajca
- Podegrodzie – pozostałości dwu wczesnopiastowskich grodzisk: na górze Zamczysko i na wzgórzu Grobla
- Naszacowice – pozostałości łużyckiego i wczesnopiastowskiego grodziska na wzgórzu Zamczysko na lewym brzegu Dunajca
- Maszkowice – pozostałości grodu łużyckiego na Górze Zyndrama, zwanej także Górą Zamczysko
- Zabrzeż – pozostałości grodziska łużyckiego na Babiej Górze

W przypadku niektórych z tych wzniesień, zwłaszcza na Sądecczyznie, istnieją lokalne legendy o zamkach, które miały się tam niegdyś znajdować i po których nie pozostał żaden ślad. Tak jest na przykład w przypadku Maszkowic; miejscowa tradycja łączy to miejsce ze średniowiecznym rycerzem Zyndramem z Maszkowic, bohaterem bitwy pod Grunwaldem; na Górze Zamczysko w Maszkowicach miał się niegdyś znajdować zamek, który został później całkowicie rozebrany. Istnieje także lokalne podanie o zamku usytuowanym kiedyś na Miejskiej Górze w Starym Sączu.

## Zamek Lemiesz
Odrębny problem stanowi zamek Lemiesz, wymieniony w XIV-wiecznym Żywocie św. Kingi, zbudowany po 1288 roku, którego lokalizacja jest nieznana. Mógł on stać na jednym ze wzgórz nad Dunajcem; niektórzy badacze wskazywali na Białowodzką Górę, Kurowską Górę, Babią Górę we wsi Zabrzeż bądź wzgórze nad przysiółkiem Misiołówka w widłach Dunajca i Obidzkiego Potoku we wsi Brzyna.

## Zamki nad Popradem
Kolejne zamki strzegące szlaku handlowego prowadzącego z Polski na Węgry znajdowały nad prawym dopływem Dunajca, Popradem: w Rytrze, Muszynie i Starej Lubowli.

## Szlaki turystyczne
W województwie małopolskim nie istnieje specjalny, odrębny szlak turystyczny, którego trasa przebiegałaby przez wzniesienia, na których stały średniowieczne zamki strzegące traktu handlowego biegnącego wzdłuż Dunajca. Niektóre obiekty znajdują się na trasach lokalnych szlaków turystycznych:
- zamek Trzewlin – niebieski  szlak turystyczny z Wojnicza
- Zamek Pieniński – niebieski  szlak turystyczny ze Szczawnicy